# Râul Argova
Râul Argova este un curs de apă, afluent al Mostiștea.